# Pfarrhaus (Schmähingen)

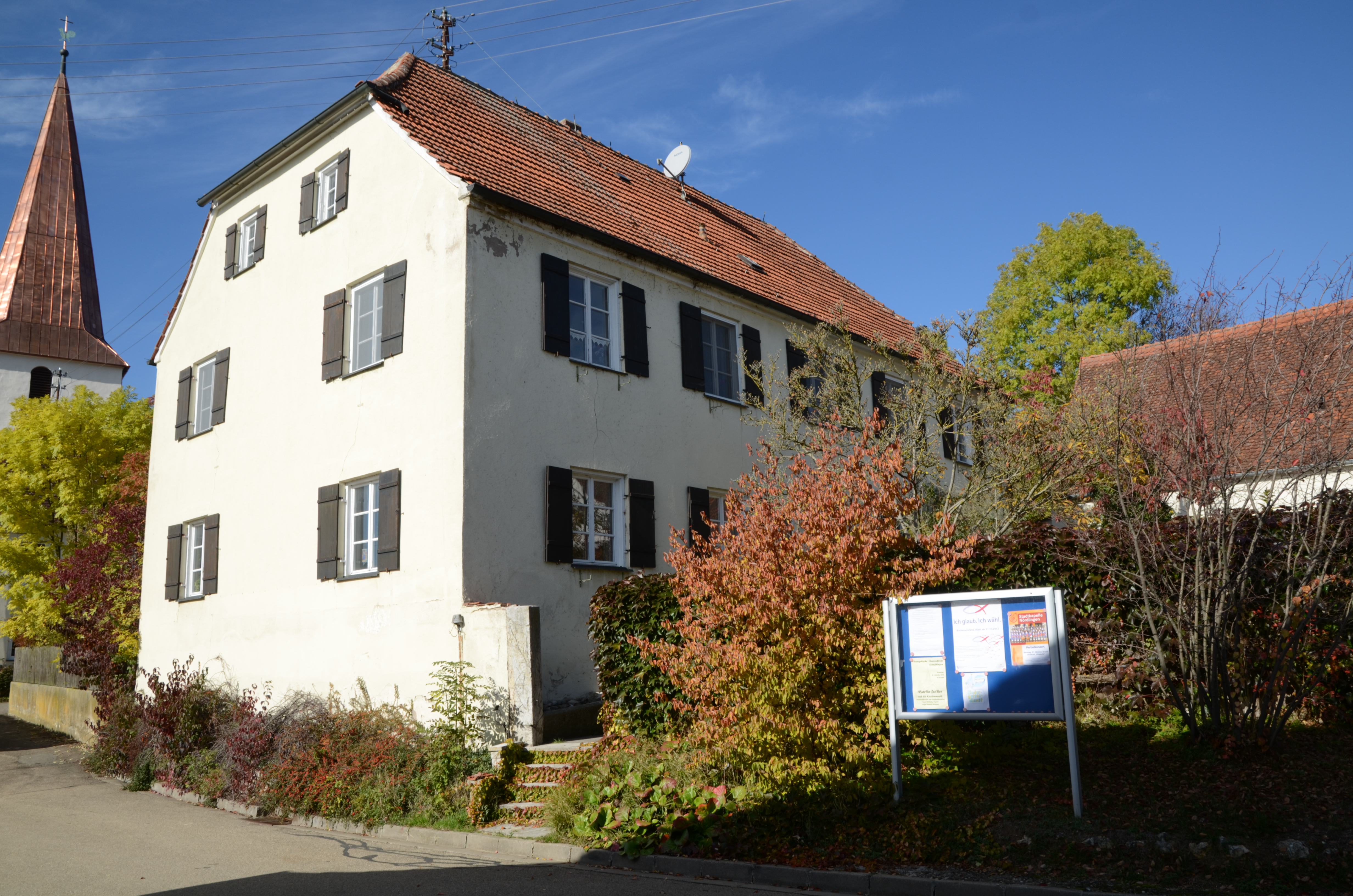
Pfarrhaus in Schmähingen

Das Pfarrhaus in Schmähingen, einem Stadtteil von Nördlingen im schwäbischen Landkreis Donau-Ries in Bayern, wurde 1816 an der Stelle eines Vorgängerbaus errichtet. 

## Baudenkmal
Das evangelisch-lutherische Pfarrhaus an der Kirchbergstraße 6, neben der Pfarrkirche St. Maria, ist ein geschütztes Baudenkmal.
Der zweigeschossige giebelständige Massivbau über hohem Sockelgeschoss war ursprünglich Teil eines Pfarrhofes mit Scheune. Das Gebäude mit zwei zu fünf Fensterachsen wird von einem Schopfwalmdach abgeschlossen. 
Die Hofummauerung entstand vermutlich zur Bauzeit des Pfarrhauses.

## Vereins-Geschäftsstelle
In dem Haus hat der Verein Rieser Kulturtage seine Geschäftsstelle.